# Izavukonazol
Izavukonazol, pod zaščitenim imenom Cresemba, je sistemsko protiglivno zdravilo iz skupine triazolov, ki se uporablja za zdravljenje invazivne aspergiloze in mukormikoze.
Najpogostejši neželeni učinki zdravila zajemajo nenormalne izvide testov jetrne funkcije, slabost, bruhanje, težave z dihanjem, bolečino v trebuhu, drisko, reakcijo na mestu injiciranja (pri intravenskem dajanju), glavobol, nizke ravni kalija v krvi in izpuščaj.
V zdravilu je izovukonazol v obliki predučinkovine (izavukonazonijev sulfat).

## Klinična uporaba
Izavukonazol se uporablja za zdravljenje invazivne aspergiloze in mukormikoze pri odraslih bolnikih, starih 18 let ali več. Na trgu je v obliki kapsul za uporabo skozi usta in praška za pripravo razopine za intravensko infundiranje.

## Kontraindikacije
Izavukonazol je kontraindiciran pri bolnikih, ki uporabljajo zdravila, ki so močni ali zmerno induktorji CYP3A4 ali CYP3A5. Ta zdravila lahko namreč povzročijo pomembno zmanjšanje koncentracija izavukonazola v krvi. Kontraindiciran je tudi pri bolnikih z  družinskim sindromom kratkega intervala QT.

## Neželeni učinki
Pogosti neželeni učinki izovukonazola, ki se pojavijo pri 1–10 % bolnikov, zajemajo znižane vrednosti kalija v krvi, zmanjšan apetit, delirij, glavobol, zaspanost, vnetje ven (žil dovodnic), težave z dihanjem, akutno dihalno odpoved, bruhanje, drisko, slabost, bolečino v trebuhu, povečane vrednosti jetrnih testov, izpuščaj, srbež, odpoved ledvic, bolečino v prsih in utrujenost.
V predkliničnih raziskavah je izavukonazol povzročil nepravilnosti pri plodu brejih živalskih samic, pri ljudeh pa preskušanja na nosečnicah niso bila izvedena.

## Mehanizem delovanja
Po peroralnem ali intravenskem dajanju zdravila se izavukonazonij (v zdravilu je v obliki sulfata) z esterazami v krvi ali v prebavilih hitro pretvori v aktivno obliko, izovukonazol.
Izavokunazol deluje protiglivno tako, da zavre encim lanosterol 14α-demetilazo, ki je odgovoren za pretvorbo lanosterola v ergosterol, in sicer z demetilacijo. Posledično pomanjkanje ergosterola in kopičenje lanosterola povzroči moteno zgradbo glivne celične membrane. Inhibicija lanosterol 14α-demetilaze ne vpliva na sesalčje celice, zato zdravilo deluje specifično na glivne celice.

## Zgodovina
Izavukonazol in izavukonazonij so na Japonskem odkrili znanstveniki v raziskovalnem središču podjetja Roche v Kamakuri. Basilea Pharmaceutica, Rochevo odcepljeno (spin-out) podjetje za razvoj protimikrobnih zdravil, je izvedlo klinično preskušanje druge faze. Februarja 2010 je Basilea, ki je v sodelovanju s farmacevtskim podjetjem Astellas Pharma izvedla še klinično preskušanje tretje faze, prejela dovoljenje za promet z zdravilom in utržila zdravilo. V letih 2013 in 2014 sta podjetji  v ZDA za izavukonazol pridobili status zdravila sirote za zdravljenje invazivne aspergiloze, mukormikoze in kandidoze.
Leta 2014 sta podjetji Basilea in Astellas dopolnili pogodbo o sodelovanju in Astellas je pridobil pravico do samostojnega trženja zdravila v Severni Ameriki, Basilea pa v drugih delih sveta.
Ameriški Urad za prehrano in zdravila (FDA) je za izavukonazol izdal dovoljenje za promet marca 2015, Evropska agencija za zdravila (EMA) pa oktobra 2015.
Leta 2017 je Basilea podelila pravico za trženje zdravila v Evropi in nekaterih drugih delih sveta podjetju Pfizer.